# Leinster (Bas-Canada)
Pour les articles homonymes, voir Leinster (homonymie).
Leinster est un district électoral de la Chambre d'assemblée du Bas-Canada ayant existé de 1792 à 1830.

## Histoire
Son territoire regroupe Lachenaie, Mascouche et l'ouest de la région de Lanaudière. Leinster est l'un des 27 districts électoraux instaurés lors de la création du Bas-Canada par l'Acte constitutionnel de 1791. Il s'agit d'un district représenté conjointement par deux députés, parfois d’allégeance différente. Lors de la refonte de la carte électorale de 1829, il est divisé en deux nouveaux districts : Lachenaie (2 sièges) et L'Assomption (2 sièges).

## Liste des députés

### Siègeno1
| Années | Années      | Député                       | Parti       |
| ------ | ----------- | ---------------------------- | ----------- |
|        | 1792 - 1792 | François-Antoine Larocque    | Canadien    |
|        | 1793 - 1796 | George McBeath               | Bureaucrate |
|        | 1796 - 1800 | Joseph Viger                 | Canadien    |
|        | 1800 - 1804 | Jean Archambault             | Canadien    |
|        | 1804 - 1808 | Jean Archambault             | Canadien    |
|        | 1808 - 1809 | Joseph-Édouard Faribault     | Canadien    |
|        | 1809 - 1810 | Jean-Thomas Taschereau       | Canadien    |
|        | 1810 - 1814 | Jacques Archambault          | Canadien    |
|        | 1814 - 1815 | Jacques Trullier dit Lacombe | Canadien    |
|        | 1815 - 1816 | Michel Prévost               | Canadien    |
|        | 1816 - 1820 | Jacques Trullier dit Lacombe | Canadien    |
|        | 1820 - 1820 | Jacques Trullier dit Lacombe | Canadien    |
|        | 1820 - 1821 | Jacques Trullier dit Lacombe | Canadien    |
|        | 1822 - 1824 | Jean-Marie Rochon            | Canadien    |
|        | 1824 - 1827 | Charles Courteau             | Canadien    |
|        | 1827 - 1830 | Julien Poirier               | Patriote    |

### Siègeno2
| Années | Années      | Député                               | Parti       |
| ------ | ----------- | ------------------------------------ | ----------- |
|        | 1792 - 1796 | Bonaventure Panet                    | Canadien    |
|        | 1796 - 1800 | Bonaventure Panet                    | Canadien    |
|        | 1800 - 1804 | Louis-Marie-Joseph Beaumont          | Canadien    |
|        | 1804 - 1808 | Charles-Gaspard Tarieu de Lanaudière | Canadien    |
|        | 1808 - 1809 | Joseph Turgeon                       | Canadien    |
|        | 1809 - 1810 | Bonaventure Panet                    | Canadien    |
|        | 1810 - 1814 | Denis-Benjamin Viger                 | Canadien    |
|        | 1814 - 1816 | Denis-Benjamin Viger                 | Canadien    |
|        | 1816 - 1820 | Benjamin Beaupré                     | Canadien    |
|        | 1820 - 1820 | Barthélemy Joliette                  | Indépendant |
|        | 1820 - 1824 | Michel Prévost                       | Canadien    |
|        | 1824 - 1827 | Jean-Marie Rochon                    | Canadien    |
|        | 1827 - 1830 | Laurent Leroux                       | Patriote    |